# فولتا كاتالونيا 1911
فولتا كاتالونيا 1911 (بالإسبانية: Volta a Cataluña 1911)‏ هو سباق دراجات هوائية، وهو الموسم رقم 1 من السباق، وأقيم خلال الفترة 6 يناير 1911، وحتى 8 يناير 1911.
فاز فيه بالمركز الأول  Sebastián Masdeu ‏، وبالمركز الثاني  José Magdalena ‏، وبالمركز الثالث  فيسنتي بلانكو.

## الفائزون
| الترتيب | الفائز                        |
| ------- | ----------------------------- |
| الفائز  | Sebastián Masdeu i Menasanch ‏ |
| الثاني  | Josep Magdalena ‏              |
| الثالث  | فيسنتي بلانكو                 |